# Fiodorowka (obwód saratowski)
Fiodorowka (ros. Фёдоровка) – wieś (sieło) w Rosji, w obwodzie saratowskim, w rejonie fiodorowskim. W 2010 liczyła 779 mieszkańców.